# 波爾布里奇 (蒙大拿州)
波爾布里奇（英語：Polebridge）是位於美國蒙大拿州弗拉特黑德縣的普查規定居民點。

## 歷史
波爾布里奇的郵局於1920年設立，其後於2001年停運。

## 人口
根據2020年美國人口普查的數據，波爾布里奇的面積為0.31平方千米，皆為陸地。當地共有人口14人，而人口密度為每平方千米45.16人。